# 蒼海の皇女たち
『蒼海の皇女たち』（そうかいのおうじょたち）は、アナスタシアから2008年3月14日に発売されたPC用18禁Uボート戦ADVである。2009年11月6日からダウンロード版が発売されている。
エウシュリーの別ブランド・アナスタシアから発売されたアダルトゲーム第3作目。第二次世界大戦風の架空舞台で繰り広げられる海上通商破壊戦、女性士官および下士官、兵たちの戦いを描いた潜水艦戦ADV。全9章構成。
プレイヤーは艦長となって、コマンド選択式による“指揮”を行いながら、乗員達の信頼を勝ち取り、敵艦の搜索と水中投下された爆雷攻撃を回避して、任務完遂を目指す。
ADVパートでは隨所カットインと3Dムービー演出を使用し、映画さながらの雰囲気のなかで物語が進行していく。

## 物語
ノーデンフェルト国は、地下資源と内海の覇権を巡る争奪戦に参戦するが、やがて深刻な兵員不足に陥る。同国の軍部は、窮余の策として女性兵士の前線投入を決め、女性クルーのみで編成された、新鋭潜水艦ウルディアーナを配備する。
主人公であるアアルは、ウルディアーナの艦長に任命される。

## 登場人物

### ウルディアーナ乗組員
アアル・ヴァンリート
ノーデンフェルト海軍大尉・潜水艦ウルディアーナ艦長、本作の主人公。
初艦長で乗組員が女性だけという環境に不安を持っている。
スティア・ノール
声：井村屋ほのか
ノーデンフェルト海軍中尉・先任将校である。艦長の次に指揮権を持っており、副長と呼ばれている。喜怒哀楽をあまり表に出さず上官の命令に忠実に従う。サフィーヌとは前任艦からの戦友。
ルアッカ・シュテルエーダ
声：榎津まお
ノーデンフェルト海軍少尉・次席将校。甲板砲および対空兵装の指揮、また無線通信設備の監督をしている。クールで真面目だが、女としての隙が多い。
リノ・バーデ
声：大花どん
ノーデンフェルト海軍航海兵曹長、規律に謹厳しい優等生。人に付き合いを好まず、仲間とも無用な会話は一切しない。
航海士としても一流であり、潜水艦への物資積み込み際には総重量などを計算し、的確な結果を出す。
サフィーヌ・クリッツェン
声：風音
ノーデンフェルト海軍上等掌帆兵曹、医療や風紀管理を担当する。屈託のない態度で主人公を誘惑しては、からかってくる。
風紀を担当するに当たって、最低限の規則を守れない場合には自ら怒り威圧・説教をする。怒った場合、誰も逆らえない状況に陥る。
外見だけで、処女を見破ることができる。
メリーカ・ボルフェート
声：桜川未央
ノーデンフェルト海軍二等水雷兵曹、魚雷や砲を扱う水雷科員のリーダー。山岳部族の出身で、非常に気が強く喧嘩っ早い。その一方で、ツンデレという一面もある。
祖父を敵に殺されたことから、一隻でも多くの船を沈めようと努力する。
ウルリケ・グレーシェル
声：細田なな
ノーデンフェルト海軍三等電信兵曹、電信、無線、聴音の責任者。潜水艦乗りに志願した富豪の令嬢。外国語に堪能。高飛車な性格。
兵器産業関係の会社の創立者を両親に持ち、自身も軍に関係を持つ一方、軍に面識のある親をあまり心良くはしていない。
ラーニ・カペル
声：佐本二厘
ノーデンフェルト海軍四等電信兵曹、ウルリケとともに電信、聴音を担当。隻眼を補うために、聴力が異常に発達している。海鳥の鳴き方・飛び方から雷雨の到来を予測したり、声の周波数の違いで相手の喜怒哀楽がわかる。
兵員の不足を補うため、海軍学校の在学中に搭乗を命じられた。ウルリケとは対照的に温厚で無口。
ヴィルフィエーデ・ゲルネ
声：桃井穂美
ノーデンフェルト海軍少尉、機関長。姉御肌で面倒見が良く公私共に人望があり、機関部全体を管理する。なお、攻略対象ではない。
リリ・クルプケ
声：榎津まお
ノーデンフェルト海軍一等電気機関兵曹、電動機・バッテリーの責任者。
小柄かつ内気で、知識と実力は持っているが、頼もしさに欠ける。「エンブラ」という小鳥を飼っている。もとは兵員の不足を補うために民間から募集されたエンジニアであり、生粋の軍人ではない。
モイア・フラーゼ
声：白井うさぎ
ノーデンフェルト海軍四等操舵兵曹、寡黙で落ち着いた雰囲気で、無駄口をたたくことはほぼ皆無。異国の民の血やフェルレーア（敵国）の血も流れている。なぜか人事調書には三世代前までしか記載されていない。
ドミニク・リードレ
声：前田恵
ノーデンフェルト海軍上等水雷水兵長、メリーカのことを尊敬し慕っている砲兵装の兵員。メリーカと同じく好戦的。
ヴァーニャ・ヤーデン
声：桜川未央
ノーデンフェルト海軍一等水兵で、料理長を務める。ほんわかまったりとした雰囲気と口調で愛嬌がある。

### その他
パウラ・グラーツ
声：白井うさぎ
ノーデンフェルト海軍少佐で、潜水艦ファ・イスト艦長。潜水艦隊初の女性艦長であり、主人公の元上官にあたる。部下思いで理想的な艦長の風格を持つ。
イザーク・ベルクレイン
南方潜水艦部隊指揮官で、多くの潜水艦艦長が親父と呼んで慕っている。
グリーサス・ノール
スティアの兄で、“深淵の白狼”の異名をとる潜水艦トップエース。階級は大尉。
ジムゾ・フェラー
ノーデンフェルト国の総統で、陸軍出身。杖を手にしているほどの高齢だが、軍部に強い影響力を持っている。

## 潜水艦ウルディアーナ
潜水艦フレイアを改装した女性用艦。あちこちに伝統の伝声管などがある。なお、ノーデンフェルト海軍では女性将兵は指定の縞模様の下着を着用することとなっている。
- 排水量：769t
- 全長：66.5m
- 全幅：6.2m
- 全高：9.5m
- 出力：水上3,200hp、水中750hp
- 最高速度：水上17.2kt、水中7.6kt
- 巡航速度：水上10kt、水中4kt
- 兵装：53cm魚雷発射管×5（うち、一基は艦尾発射管）、88mm単装砲×1、37mm単装対空機関砲×1、20mm連装対空機関砲×1
- 乗組員数：43名

## スタッフ
- 原画：やくり[1]
- シナリオ：荒木瑛（あらきよう）[1]
- BGM：クワイア
- 主題歌：「美しき花」

作詞・作曲：ちづ、編曲：SNOW with Devi+Ryo、歌：ちづ
- エンディング：「My Soul」

作詞・作曲：ちづ、編曲：SNOW with Ryo Suzuk、歌：ちづ

## 関連商品
- 『蒼海の皇女たち&みんな大好き子づくりばんちょう サウンドコレクション』 - 音楽CD-ROM 2枚組